# アラビア語イラク方言
アラビア語イラク方言（アラビアごイラクほうげん）は、アラビア語口語（アーンミーヤ）のメソポタミア地域方言の一つで、イラクで話されている口語アラビア語を指す。アラビア語文語ではاَللَّهْجَةُ الْعِرَاقِيَّة（ラフジャ・イラーキーヤ）、口語ではعِرَاقِيّ（イラーキー,イラーキ）と称される。
標準とされるのは首都バグダード方言である。イラク方言は諸言語からの影響を受けやすい環境にあったことから、ペルシア語やトルコ語由来の日用品名・食品名が多い。
隣接するクウェート方言にだいぶ近いほか、シリアのメソポタミア地域（ジャズィーラ地方）とあわせてメソポタミア・アラビア語と呼ばれるなどするが、ある程度似ているものの語彙など異なる部分も少なくなく、イラクではこれらを分けて扱い通常「イラク方言」という場合はイラク共和国内のアラビア語にあるモースルなどの北部方言・バグダードなどの中部方言・バスラなどの南部方言をまとめた総称を指す。
イラクとイランにまたがって同じ部族が居住している例もあり、イラン南部のアフヴァーズ（アラブ名アフワーズ）などではアラビア語を話すアラブ系住民らが暮らしている。同地域のアラビア語はフーゼスターン方言（Khuzestani Arabic）と呼ばれる。
なおイラク国内には複数の民族・宗教・宗派があり、クルド語・トルクメン語・シリア語等の話者も居住している。

## 方言
イラク国内においても地方によって異なり、現地や欧米のイラク方言文法書では通常北部方言・中部方言・南部方言（近代国家イラク成立前のオスマン朝時代の三州に該当）という三区分に分類される。
南部はサウジアラビアやクウェートなどに隣接しておりベドウィン（遊牧民・部族）方言色が強いことで知られる。
各地域によって子音の発音・同じ語につける母音・語彙などで違いなどがあるが、バグダードのように同じ街でもコミュニティーや街区によって細かい差異が存在することも珍しくない。

## フスハーとの比較
イラク方言の標準となるバグダード方言の一例は以下の通りである。アラビア語口語で一般的な語末長母音の短母音化があるため転写はそれを反映したものとした。
つづりや発音は単一ではなく何通りかあるため併記してある。イラクは他地域に比べるとアラビア文字表記の揺れが大きいため主要なつづりを並べて/で区切った。なお口語のアラビア語表記ではハムザを記載しない人が多いが単なるつづり上の違いでしかない。

### 人称代名詞（独立形）
- 彼は・が（三人称男性単数）
フスハー：هُوَ（huwa,フワ）
イラク方言：هُوَّ（huwwa/hūwa,フーワ）
- 彼女は・が（三人称女性単数）
フスハー：هِيَ（hiya,ヒヤ）
イラク方言：هِيَّ（hiyya/hīya,ヒーヤ）
- 彼らは（三人称男性複数）
フスハー：هُمْ（hum,フム）
イラク方言：هُمَّ（humma,フンマ） 
＊三人称女性複数（hinna,ヒンナ）が用いられる地域もある
- あなたは・が（二人称男性単数）
フスハー：أَنْتَ（anta,アンタ）
イラク方言：إْنِتَ（inta,インタ）
- あなたは・が（二人称女性単数）
フスハー：أَنْتِ（anti,アンティ）
イラク方言：إِنْتِي（inti,インティ）
- あなたたちは・が（二人称複数）
フスハー：أَنْتُمْ（antum,アントゥム）
イラク方言：إِنْتُو（intu,イントゥ）、إِنْتُمْ（intum,イントゥム）
＊二人称女性複数（intan,インタン）が用いられる地域もある
- 私は・が（一人称単数）
フスハー：أَنَا（ana/anā,アナ/アナー）
イラク方言：آنِي（āni、アーニ）、أَنَا（ana,アナ）
- 私たちは・が（一人称複数）
フスハー：نَحْنُ（naḥnu,ナフヌ）
イラク方言：إْحِنَا（iḥna,イフナ）＊إِحْنَهというつづりが多く見られる

### 日用品の名前
- スプーン
フスハー：مِلْعَقَة（milʿaqa,ミルアカ）
イラク方言：خَاشُوقَة/خَاشُوكَة/خَاشُوگَة（khāshūga,ハーシューガ）
- フォーク
フスハー：شَوْكَة（shawka,シャウカ）
イラク方言：جَطَل/چَطَل（chaṭal,チャタル）

### 生き物の名前
- 犬
フスハー：كَلْب（galb,ガルブ） 
バグダード方言：كَلِب/جَلِب/چَلِب（chalib,チャリブ）
モースル方言：كَلِب（kalib,カリブ）
- 猫（オス）
フスハー：قِطّ（qiṭṭ,キット）
イラク方言：بَزُّون（bazzūn,バッズーン）

### 食品の名前
- スイカ
フスハー：بِطِّيخ أَحْمَر（biṭṭīkh aḥmar,ビッティーフ・アフマル）
バグダード方言：رقِّي/ركِّي/ركِّي（raggi/reggi,ラッギ/レッギ）
モースル方言： شِمْزِي（shimzi,シムズィ）
- 米
フスハー：أَرُزّ（aruzz,アルッズ）、رُزّ（ruzz,ルッズ）
イラク方言：تِمَّن（timman,ティンマン）
- お茶
フスハー：شَاي（shāy,シャーイ）
イラク方言：جَاي/چَاي（chāy,チャーイ）
- 砂糖
フスハー：سُكَّر（sukkar,スッカル）
イラク方言：شَكَر（shakar,シャカル）